# Трупіал чорноволий
Трупіа́л чорноволий (Icterus gularis) — вид горобцеподібних птахів родини трупіалових (Icteridae). Мешкає в США, Мексиці і Центральній Америці.

## Опис

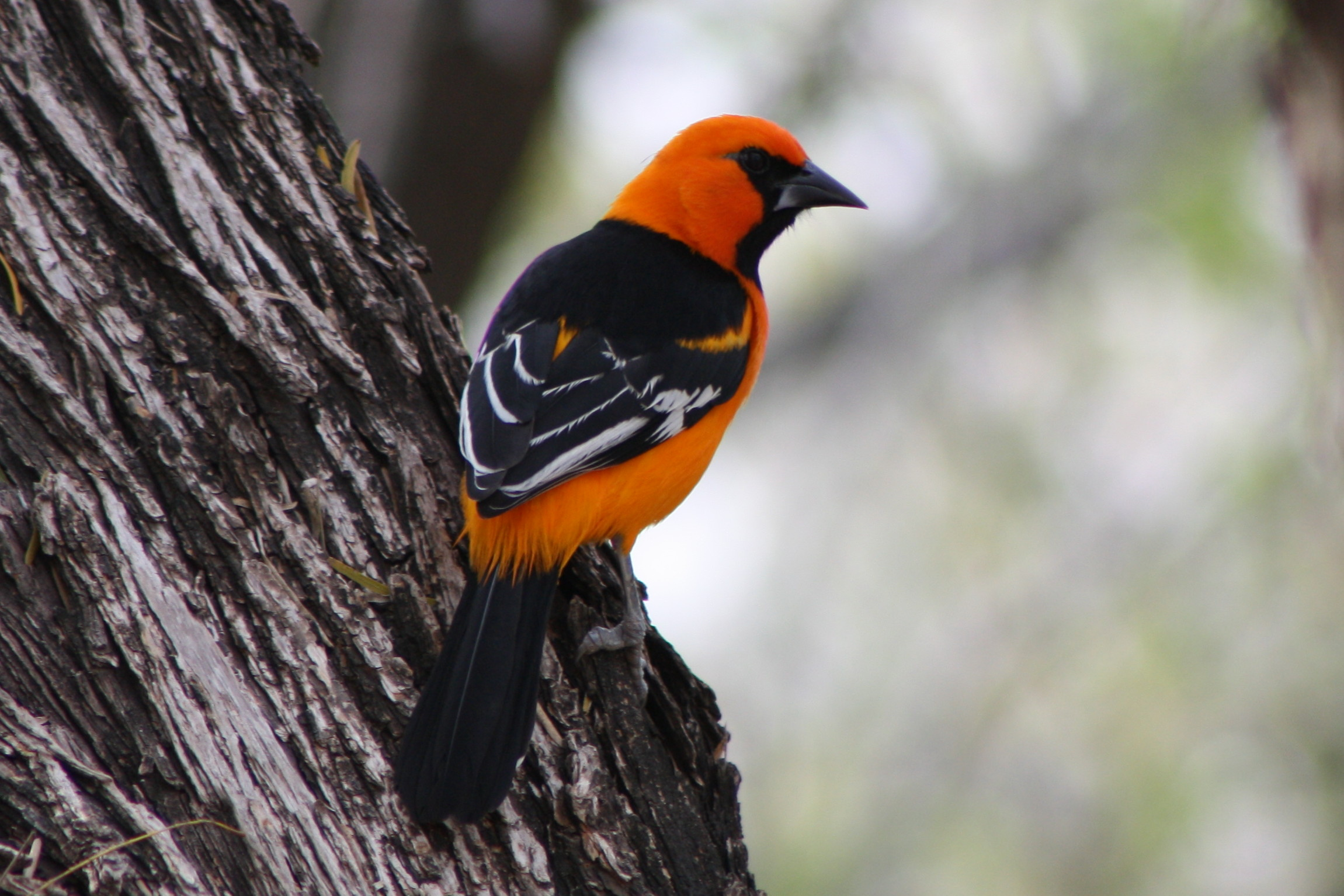
Чорноволий трупіал (заповідних Бентсен, Техас)

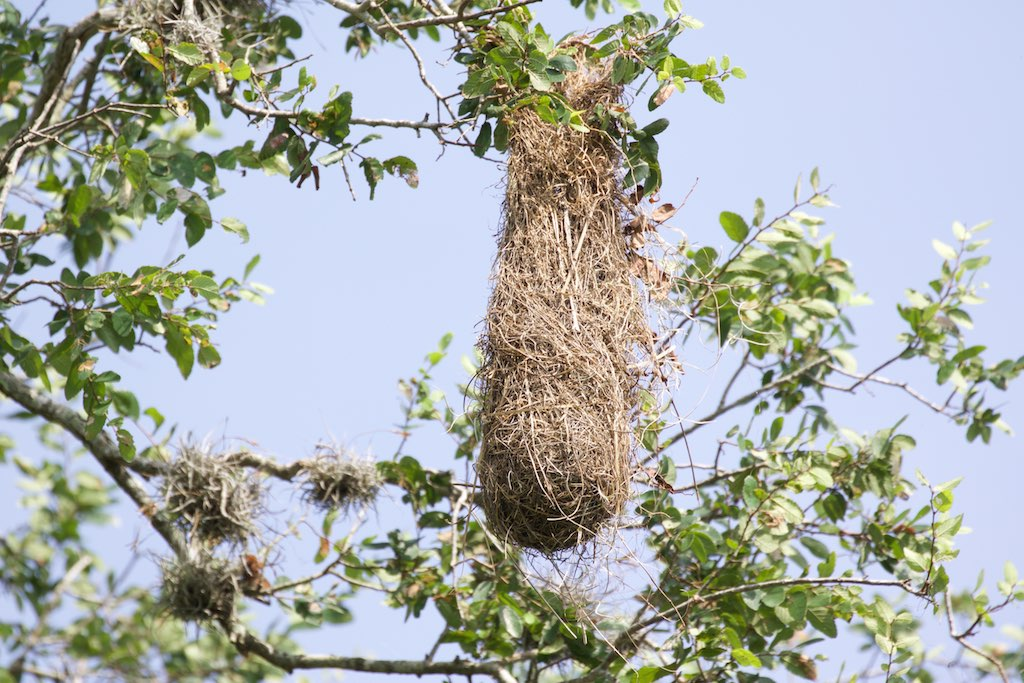
Гніздо чорноволого трупіала

Довжина птаха становить 23-25,5 см, вага 56 г. Виду не притаманний статевий диморфізм. На обличчі чорна "маска", горло, спина, крила і хвіст чорні, решта тіла оранжева або жовтувато-оранжева. На крилах білі смуги. Очі чорні, дзьоб міцний, чорнувато-сірий, лапи темно-сірі. У молодих птахів спина оливкова, горло і нижня частина тіла тьмяно-жовті.

## Підвиди
Виділяють три підвиди:
- I. g. mentalis Lesson, R, 1831 — південний Техас (нижня течія Ріо-Гранде), східна і південна Мексика (зокрема на півострові Юкатан і на острові Косумель), північний Беліз і центральна Гватемала;
- I. g. flavescens Phillips, AR, 1966 — південно-західне узбережжя Мексики (Герреро);
- I. g. gularis (Wagler, 1829) — південно-західна Мексика (Оахака), південна Гватемала, Сальвадор, Гондурас і захід Нікарагуа.

## Поширення і екологія
Чорноволі трупіали мешкають в Сполучених Штатах Америки, Мексиці, Гватемалі, Белізі, Сальвадорі, Гондурасі і Нікарагуа. Вони живуть в сухих субтропічних і тропічних лісах, рідколіссях і чагарникових заростях, в саванах і галерейних лісах, на висоті до 1000 м над рівнем моря. Зустрічаються поодинці або парами. 

## Поведінка
Чорноволі трупіали живляться комахами, зокрема кониками і цвіркунами, гусінню, личинками, плодами, нектаром і горіхами. В США і на північному сході Мексики сезон розмноження триває з кінця квітня до початку серпня, в Оахаці з травня по липень, в Сальвадорі з березня по червень. Гніздо має мішечкоподібну форму,робиться з моху, трави, пальмових волокон і кори, встелюється пір'ям підвішується на дереві. В кладці від 4 до 6 яєць, інкубаційний період триває 14 днів. За пташенятами доглядають і самиці, і самці.